# Molophilus (Molophilus) montanus
Molophilus (Molophilus) montanus is een tweevleugelige uit de familie steltmuggen (Limoniidae). De soort komt voor in het Palearctisch gebied.